# Пауль Дам
Пауль Дам (нім. Paul Dahm; 6 червня 1904 — 28 червня 1974) — німецький державний і поліцейський діяч, штандартенфюрер СС і оберст (полковник) поліції.

## Біографія
Син стоматолога. В 1911-1920 роках навчався у школі в Бармені, яку закінчив з відзнакою. В 1920-1923 роках був членом різноманітних добровольчих частин. В 1923 році пройшов навчання на зубного техніка і став сертифікованим стоматологом. До 1924 року працював асистентом стоматолога, після чого прийняв практику свого батька і працював стоматологом до 31 березня 1936 року.
26 березня 1923 року вступив у НСДАП і СА. 15 грудня 1925 року повторно вступив у НСДАП (квиток №25 343) і був призначений керівником СА в Лагенфельді. В 1926 році Дам залишив ряди СА за станом здоров'я. 27 жовтня 1930 року вступив у СС (особистий номер 5 792). З початку 1934 року - командир 2-го штурмбанну, з квытня 1936 року - командир 1-го штурмбанну 20-го полку СС. З 1937 року і до кінця Другої світової війни - командир 20-го штандарту СС (Дюссельдорф). 
З 12 березня 1933 до 1934 року - міський радник НСДАП у Вупперталі, з 1937 року - в Дюссельдорфі. З 1937 року - почесний суддя Німецького робітничого фронту. З 1 серпня 1940 року - депутат рейхстагу.
З осені 1939 до грудня 1940 року - керівник відділення військ СС в Дюссельдорфі, після чого до грудня 1941 року очолював відділення СС «Північ» в Осло. В 1942 році воював на фронті у складі військ СС. З 2 серпня 1943 до 20 квітня 1945 року - начальник поліції Баня-Луки, з 20 вересня 1944 року - також начальник поліції Ессега.
В квітня 1945 року Дам потрапив у американський полон. Його мали екстрадувати в Югославію, проте Дам втік. В 1950-х роках пройшов денацифікацію у Вупперталі, після чого продовжив працювати стоматологом.

## Звання[3]
- Анвертер СС (2 березня 1931)
- Труппфюрер СС (6 квітня 1931)
- Штурмфюрер СС (21 березня 1932)
- Оберштурмфюрер СС (9 листопада 1933)
- Гауптштурмфюрер СС (9 листопада 1934)
- Штурмбаннфюрер СС (20 квітня 1935)
- Оберштурмбаннфюрер СС (9 листопада 1936)
- Штандартенфюрер СС (30 січня 1938)
- Штурмбаннфюрер резерву військ СС (20 квітня 1941)
- Оберст поліції (1944)

## Нагороди[3]
- Золотий партійний знак НСДАП
- Німецька імперська відзнака за фізичну підготовку в сріблі
- Кільце «Мертва голова»
- Почесна шпага рейхсфюрера СС

### Друга світова війна
- Медаль «За вислугу років у НСДАП» в бронзі та сріблі (15 років)
- Залізний хрест 2-го класу (1939)
- Хрест Воєнних заслуг 2-го класу з мечами (10 жовтня 1942)
- Нагрудний знак «За участь у загальних штурмових атаках» 1-го ступеня (24 грудня 1942)
- Хрест Воєнних заслуг 1-го класу з мечами (1944)
- Військовий орден Залізного трилисника 1-го ступеня з дубовим вінком (Хорватія)